# Klaus Lage

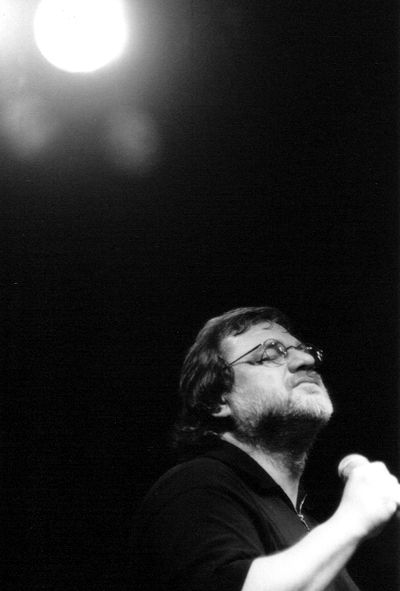
Klaus Lage

Klaus Lage (* 16. Juni 1950 in Soltau) ist ein deutscher Musiker. Sein erfolgreichster Song ist 1000 und 1 Nacht (Zoom!) aus dem Jahr 1984. 

## Leben und Werk
Klaus Lage verbrachte seine Kindheit in Soltau, bevor die Familie nach Düsseldorf zog. Dort besuchte er das Schloß-Gymnasium Benrath. Später zog die Familie zurück nach Soltau/Wolterdingen. Er begann eine Ausbildung zum Großhandelskaufmann, ohne sie zu beenden. Da Lage seine kleine Heimatstadt im Vergleich zu Düsseldorf als beengend empfand, ging er als Zwanzigjähriger nach West-Berlin und arbeitete als Erzieher und Sozialarbeiter in einem Kinderheim.
In den 1970er Jahren machte er erstmals mit dem Berliner Rock-Ensemble (BRE) von sich reden. Das Quintett in der Stammbesetzung Klaus Lage (Gesang, Gitarre), Gregor Schaetz (Gitarre, Gesang), Ralph Billmann (Keyboard), Axel Crémer (Bass) und Martin Crémer (Schlagzeug) trat im gesamten damaligen Bundesgebiet auf. Der Regisseur Ulli Herzog drehte im Auftrag des SFB zwei Reportagen über die Band. 1978 erschien Lages erste Single Alle ham's geschafft außer mir (B-Seite: Job-Rock). Seine ersten Alben, Musikmaschine (1980) und Positiv (1982), folgten. Aus letzterem wurde Komm, halt mich fest ausgekoppelt (B-Seite: Fisch ohne Fahrrad).
Der Durchbruch gelang mit dem dritten Album, Stadtstreicher (1983), auf dem Lages erster großer Hit Mit meinen Augen erschienen ist. Das Album wurde von Wolf Maahn produziert und stellt den Beginn einer über mehrere Jahre dauernden Zusammenarbeit dar. Auch das Folgealbum wurde von Maahn ganz, das nächste Album zumindest teilweise produziert.
1984 erschien das Album Schweißperlen. Der mit Diether Dehm getextete und von Göran Walger, Keyboarder der Klaus-Lage-Band, komponierte Song 1000 und 1 Nacht (Zoom!) wurde aus dem Album ausgekoppelt und bescherte Lage weite Bekanntheit als deutschsprachiger Rockinterpret. Kurz danach wurden die Titel Wieder zuhaus und das ebenfalls unter Mitarbeit des damaligen sozialdemokratischen und heutigen Linken-Politikers Dehm und Wolf Maahn geschriebene Monopoli ausgekoppelt.
Auch mit weiteren Liedern, wie Faust auf Faust (Schimanski) aus dem 1985er Album Heiße Spuren, feierte Lage Erfolge. Faust auf Faust war das Titellied des ersten Schimanski-Kinofilms, Zahn um Zahn, mit Götz George als Hauptdarsteller. Hiervon wurde auch eine englischsprachige Version, Fists of Steel, veröffentlicht.
Der Titelsong Now That You’re Gone für den zweiten Schimanski-Kinofilm, Zabou, war auch eine gemeinsame Komposition von Klaus Lage und Dehm, gesungen von Joe Cocker. In diesem Film übernahm Lage auch eine kleine Rolle als Koch.
1986 spielte er am 17. August zunächst nachmittags in West-Berlin und dann am Abend in Ost-Berlin. In der Berliner Waldbühne im Ortsteil Westend ging es um eine Informationskampagne zugunsten unabhängiger Messstellen nach dem Tschernobyl-Unfall, und am Abend war die Klaus-Lage-Band in der Ost-Berliner Parkaue Höhepunkt des Abschlusses vom FDJ-Liedersommer. Ein Jahr später integrierte Lage auf einer DDR-Tour in sein Programm einen Titel von Wolf Biermann (der seit 1965 in der DDR verboten war und 1976 ausgebürgert wurde), weswegen es auch zu einer Änderung des DDR-TV-Programms kam.
Ab 1995 spielte Lage die Hauptrolle im von Diether Dehm geschriebenen Musical Stars. Zu der von Randy Newman komponierten Filmmusik des Animationsfilms Toy Story sang Lage die deutschen Texte.
Seit 1991 ist Lage in verschiedenen Besetzungen, seit 2002 auch mit seinem Keyboarder Bo Heart, unterwegs und hat weitere Projekte verwirklicht: Zunächst tourte er mit seinem Album Live zu zweit von 2002 bis 2005 durch Deutschland. Ab Ende Oktober 2006 trat er gemeinsam mit Bo Heart und Lothar Altwell bei mehreren Konzerten unter dem Titel seines Albums Zug um Zug auf. Auf dieser Tour waren bekannte und neue Songs in ungewöhnlichen Arrangements zu hören. Neben 1000 und 1 Nacht (Zoom!) a cappella gab es auch Lieder von Pete Seeger zu hören. 2007 wurden vier der Alben aus der Zeit von 1985 bis 1991 als Remastered mit Bonustiteln veröffentlicht.
2008 erschien mit Beste Lage ein 2-CD-Best-of-Album mit allen großen Erfolgen und aktuellen Titeln. Außerdem wurde im September das neue Album Nah und wichtig veröffentlicht und von Lage mit Band bei rund 20 Konzerten live vorgestellt. Die erste Singleauskopplung aus dem neuen Album heißt Immer.
2010 besann sich Lage auf seine Wurzeln als Liedermacher und trat erstmals seit über 30 Jahren solo auf. Aufgrund der positiven Resonanz setzte er die Tour 2011 fort und veröffentlichte einen Live-Mitschnitt. Im Februar 2011 erschien zusätzlich das Studioalbum Der Moment, das er im Frühjahr auf einigen Konzerten – nun wieder mit Band – live vorstellte. Im Herbst 2013 folgte eine Solotournee unter dem Namen Zeitreisen, die er im Frühjahr 2014 fortsetzte.
Lage lebt seit 2008 in Bremen. Seit 2014 ist er ehrenamtlicher Bootschafter der Seenotretter (Deutsche Gesellschaft zur Rettung Schiffbrüchiger). In dieser Funktion veröffentlichte Lage im November 2014 seine Single Volle Kraft voraus, welche der DGzRS gewidmet ist bzw. deren Arbeit thematisiert.

## Coverversionen
Auf dem 2003 veröffentlichten Album Die Welt ist schön! findet sich mit dem Titel Was wenn Gott eine Coverversion des von Eric Bazilian geschriebenen Liedes One of Us, mit dem der US-amerikanischen Sängerin Joan Osborne 1995 ein weltweiter Hit gelang. Schon auf früheren Alben fanden sich immer wieder mal deutsche Cover-Versionen, so Mercedes Benz (im Original von Janis Joplin), Drei Engel (Bob Dylan), Ich bin das Walroß (Beatles), Mama (Mama Don’t, J.J. Cale) u. a. Eine deutsch-deutsche Besonderheit ergab sich durch die Coverversion des Titels Ermutigung von Wolf Biermann, die Lage auch in sein Programm während der 1987er DDR-Tour einbaute.

## Diskografie

### Studioalben
| Jahr | Titel            | Höchstplatzierung, Gesamtwochen, AuszeichnungChartplatzierungen (Jahr, Titel, Platzierungen, Wochen, Auszeichnungen, Anmerkungen) | Höchstplatzierung, Gesamtwochen, AuszeichnungChartplatzierungen (Jahr, Titel, Platzierungen, Wochen, Auszeichnungen, Anmerkungen) | Höchstplatzierung, Gesamtwochen, AuszeichnungChartplatzierungen (Jahr, Titel, Platzierungen, Wochen, Auszeichnungen, Anmerkungen) | Anmerkungen          |
| Jahr | Titel            | DE | AT | CH | Anmerkungen          |
| ---- | ---------------- | --- | --- | --- | -------------------- |
| 1984 | Stadtstreicher   | DE20 (11 Wo.)DE | — | — |                      |
| 1984 | Schweißperlen    | DE3 Platin · (46 Wo.)DE | — | — | Klaus Lage Band      |
| 1985 | Heiße Spuren     | DE8 Gold · (30 Wo.)DE | — | CH28 (2 Wo.)CH | Klaus Lage Band      |
| 1987 | Amtlich!         | DE11 (16 Wo.)DE | — | — | Klaus Lage Band      |
| 1989 | Rauhe Bilder     | DE31 (19 Wo.)DE | — | — | Klaus Lage & Members |
| 1991 | Lieben und Lügen | DE35 (9 Wo.)DE | — | — | Klaus Lage Band      |

Weitere Alben
- 1980: Musikmaschine
- 1982: Positiv
- 1992: Ein Lächeln in Reserve (als Lage)
- 1993: Live – The Very Human Factor (Albert Mangelsdorff & Members)
- 1994: Katz & Maus
- 2000: Mensch bleiben
- 2003: Die Welt ist schön!
- 2007: Zug um Zug
- 2008: Nah und wichtig
- 2011: Der Moment
- 2015: Neuauflage – Lieder die man nie vergisst
- 2016: Blaue Stunde (mit Gute Gesellschaft)
- 2018: Das Big Band Projekt (mit einer eigens von Arrangeur Joachim Refardt zusammengestellten Big Band)
- 2021: Nachtschwärmer
- 2022: Je wahrer die Liebe

### Livealben
| Jahr | Titel                          | Höchstplatzierung, Gesamtwochen, AuszeichnungChartplatzierungen (Jahr, Titel, Platzierungen, Wochen, Auszeichnungen, Anmerkungen) | Höchstplatzierung, Gesamtwochen, AuszeichnungChartplatzierungen (Jahr, Titel, Platzierungen, Wochen, Auszeichnungen, Anmerkungen) | Höchstplatzierung, Gesamtwochen, AuszeichnungChartplatzierungen (Jahr, Titel, Platzierungen, Wochen, Auszeichnungen, Anmerkungen) | Anmerkungen     |
| Jahr | Titel                          | DE | AT | CH | Anmerkungen     |
| ---- | ------------------------------ | --- | --- | --- | --------------- |
| 1986 | … mit meinen Augen … Lage Live | DE56 (9 Wo.)DE | — | — | Klaus Lage Band |

Weitere Livealben
- 1995: Meisterstücke
- 1999: Live zu zweit (Klaus Lage und Bo Heart)
- 2011: Alleingang – Solo-Tour Live
- 2013: Zeitreisen – Solo-Tour 2013 – Live

### Kompilationen
| Jahr | Titel                   | Höchstplatzierung, Gesamtwochen, AuszeichnungChartplatzierungen (Jahr, Titel, Platzierungen, Wochen, Auszeichnungen, Anmerkungen) | Höchstplatzierung, Gesamtwochen, AuszeichnungChartplatzierungen (Jahr, Titel, Platzierungen, Wochen, Auszeichnungen, Anmerkungen) | Höchstplatzierung, Gesamtwochen, AuszeichnungChartplatzierungen (Jahr, Titel, Platzierungen, Wochen, Auszeichnungen, Anmerkungen) | Anmerkungen |
| Jahr | Titel                   | DE | AT | CH | Anmerkungen |
| ---- | ----------------------- | --- | --- | --- | ----------- |
| 1992 | Premium Gold Collection | DE62 Gold · (8 Wo.)DE | — | — |             |

Weitere Kompilationen
- 1991: Ariola Express Star Collection – 1001 und 1 Nacht
- 1991: Single-Hit-Collection
- 1996: Balladen
- 2005: The Essential
- 2008: Beste Lage
- 2011: Classic Albums: Heiße Spuren/Amtlich! (Box)
- 2011: Positiv/Stadtstreicher/Schweißperlen/Heiße Spuren (4 Alben, remastert)
- 2019: Ich bin viele

### Singles
| Jahr | Titel Album                                   | Höchstplatzierung, Gesamtwochen, AuszeichnungChartplatzierungen (Jahr, Titel, Album, Platzierungen, Wochen, Auszeichnungen, Anmerkungen) | Höchstplatzierung, Gesamtwochen, AuszeichnungChartplatzierungen (Jahr, Titel, Album, Platzierungen, Wochen, Auszeichnungen, Anmerkungen) | Höchstplatzierung, Gesamtwochen, AuszeichnungChartplatzierungen (Jahr, Titel, Album, Platzierungen, Wochen, Auszeichnungen, Anmerkungen) | Anmerkungen                                           |
| Jahr | Titel Album                                   | DE | AT | CH | Anmerkungen                                           |
| ---- | --------------------------------------------- | --- | --- | --- | ----------------------------------------------------- |
| 1984 | 1000 und 1 Nacht (Zoom!) Schweißperlen        | DE5 Gold · (22 Wo.)DE | — | — | Klaus Lage Band                                       |
| 1984 | Wieder zuhaus Schweißperlen                   | DE57 (6 Wo.)DE | — | — | Klaus Lage Band                                       |
| 1985 | Monopoli Schweißperlen                        | DE47 (11 Wo.)DE | — | — | Klaus Lage Band                                       |
| 1985 | Eifersucht (ist Marterpfahl) Heiße Spuren     | DE62 (2 Wo.)DE | — | — | Klaus Lage Band                                       |
| 1985 | Faust auf Faust Heiße Spuren                  | DE10 (21 Wo.)DE | — | — | Lied zum Tatort-Kinofilm Zahn um Zahn Klaus Lage Band |
| 1986 | Stille Wasser Heiße Spuren                    | DE70 (4 Wo.)DE | — | — | Klaus Lage Band                                       |
| 1987 | Nie wieder Kind Amtlich!                      | DE64 (3 Wo.)DE | — | — | Lied zum Tatort-Kinofilm Zabou Klaus Lage Band        |
| 1989 | Die Liebe bleibt Rauhe Bilder                 | DE58 (6 Wo.)DE | — | — | Klaus Lage Band                                       |
| 1989 | Sooo lacht nur sie (die Malerin) Rauhe Bilder | DE53 (12 Wo.)DE | — | — | Klaus Lage & Members                                  |
| 1989 | Zurück zu dir Rauhe Bilder                    | DE58 (13 Wo.)DE | — | — | Klaus Lage & Members                                  |
| 1994 | Weil du anders bist Katz & Maus               | DE79 (3 Wo.)DE | — | — | mit Irene Grandi                                      |

Weitere Singles
- 1978: Alle ham’s geschafft außer mir
- 1979: Urrffie (Gertcha)
- 1980: Ich bleib diesen Sommer zu Haus
- 1982: Komm’, halt’ mich fest (Klaus Lage mit Druck)
- 1983: Mit meinen Augen
- 1983: Fang neu an
- 1985: 1000 und 1 Nacht (EP)
- 1986: Istanbul (live)
- 1987: Wenn du Wärme brauchst
- 1987: Steig nicht aus
- 1989: Dein Gang (Klaus Lage & Members)
- 1990: Hand in Hand (Titellied zur Tatort-Folge Unter Brüdern)
- 1991: Tief verwundet
- 1991: Nichts erinnert mich
- 1992: Comeback des Lebens (Special Rock Version)
- 1992: Endsieg des Ellbogens
- 1994: Weil ich sie liebe
- 1995: C’est la vie
- 2000: Kopf hoch
- 2008: Immer
- 2014: Volle Kraft voraus

### Als Gastmusiker
| Jahr | Titel Album                       | Höchstplatzierung, Gesamtwochen, AuszeichnungChartplatzierungen (Jahr, Titel, Album, Platzierungen, Wochen, Auszeichnungen, Anmerkungen) | Höchstplatzierung, Gesamtwochen, AuszeichnungChartplatzierungen (Jahr, Titel, Album, Platzierungen, Wochen, Auszeichnungen, Anmerkungen) | Höchstplatzierung, Gesamtwochen, AuszeichnungChartplatzierungen (Jahr, Titel, Album, Platzierungen, Wochen, Auszeichnungen, Anmerkungen) | Anmerkungen                                                                             |
| Jahr | Titel Album                       | DE | AT | CH | Anmerkungen                                                                             |
| ---- | --------------------------------- | --- | --- | --- | --------------------------------------------------------------------------------------- |
| 1985 | Nackt im Wind –                   | DE3 (10 Wo.)DE | AT18 (10 Wo.)AT | CH21 (3 Wo.)CH | Erstveröffentlichung: 21. Januar 1985 Verkäufe: + 150.000; als Teil von Band für Afrika |
| 1986 | Tschernobyl (Das letzte Signal) – | DE24 (10 Wo.)DE | — | — | Wolf Maahn & Unterstützung                                                              |

## Deutsches RockRadio
Die Musikerkollegen Marius Müller-Westernhagen, Scorpions, Peter Maffay und Klaus Lage gründeten Ende der 1990er Jahre die Gesellschaft „Deutsches RockRadio“. Erklärtes Ziel war die Förderung von Rockmusik in der poporientierten Radiolandschaft. So startete am 1. August 1998 das erste landesweite Programm der Musiker „Rockland Radio“ in Rheinland-Pfalz.